# Вале Сан Николао
Ва̀ле Сан Никола̀о (на италиански: Valle San Nicolao; на пиемонтски: Val San Nicolà, Вал Сан Никола) е село и община в Северна Италия, провинция Биела, регион Пиемонт. Разположено е на 464 m надморска височина. Населението на общината е 1126 души (към 2010 г.).